# Ogólnopolskie Porozumienie Związków Zawodowych
Der Ogólnopolskie Porozumienie Związków Zawodowych (OPZZ; deutsch Gesamtpolnischer Gewerkschaftsverband) ist ein polnischer Gewerkschafts-Dachverband. Er wurde am 24. November 1984 auf der Grundlage des Gesetzes über Gewerkschaften vom 8. Oktober 1982 gegründet, durch das der Gewerkschaftsverband Solidarność (NSZZ) verboten worden war. Der OPZZ übernahm das damalige Vermögen der Solidarność und gehört seit 1985 dem Weltgewerkschaftsbund an. Bis 1990 war der OPZZ der Polnischen Vereinigten Arbeiterpartei (PZPR) streng untergeordnet.
Nach der politischen Wende von 1989 und der Auflösung der PZPR bildete der OPZZ zwischen 1991 und 1997 ein Wahlbündnis mit der Allianz der Demokratischen Linken (SLD). Derzeit sind im OPZZ vorwiegend Gewerkschaften zusammengeschlossen, die der SLD nahestehen. Im Februar 2003 gehörten ihm 104 landesweit agierende Verbände und Berufsgewerkschaften mit insgesamt etwa 800.000 Mitgliedern an. Von den zwölf im OPZZ zusammengefassten Branchen sind die Energie- und Bergbauindustrie (vor allem Kohle und Kupfer), die verarbeitende Industrie und der Bereich Bildung, Wissenschaft und Kultur am stärksten vertreten.
Die obersten Leitungsorgane des OPZZ sind der Kongress, der Rat, das Präsidium und die Revisionskommission.
Der OPZZ ist Mitglied des  Internationalen Gewerkschaftsbundes (IGB) und des  Europäischen Gewerkschaftsbundes (EGB). In der Mitgliederliste des IGB wird die Mitgliedschaft mit 320.000 angegeben (Stand: November 2017).

## Vorsitzende des OPZZ
- Alfred Miodowicz (bis Dezember 1991)
- Ewa Spychalska (1991–1996)
- Józef Wiaderny (1996–2002)
- Maciej Manicki (2002–2004)
- Jan Guz (2004–2019)